# S-tog H

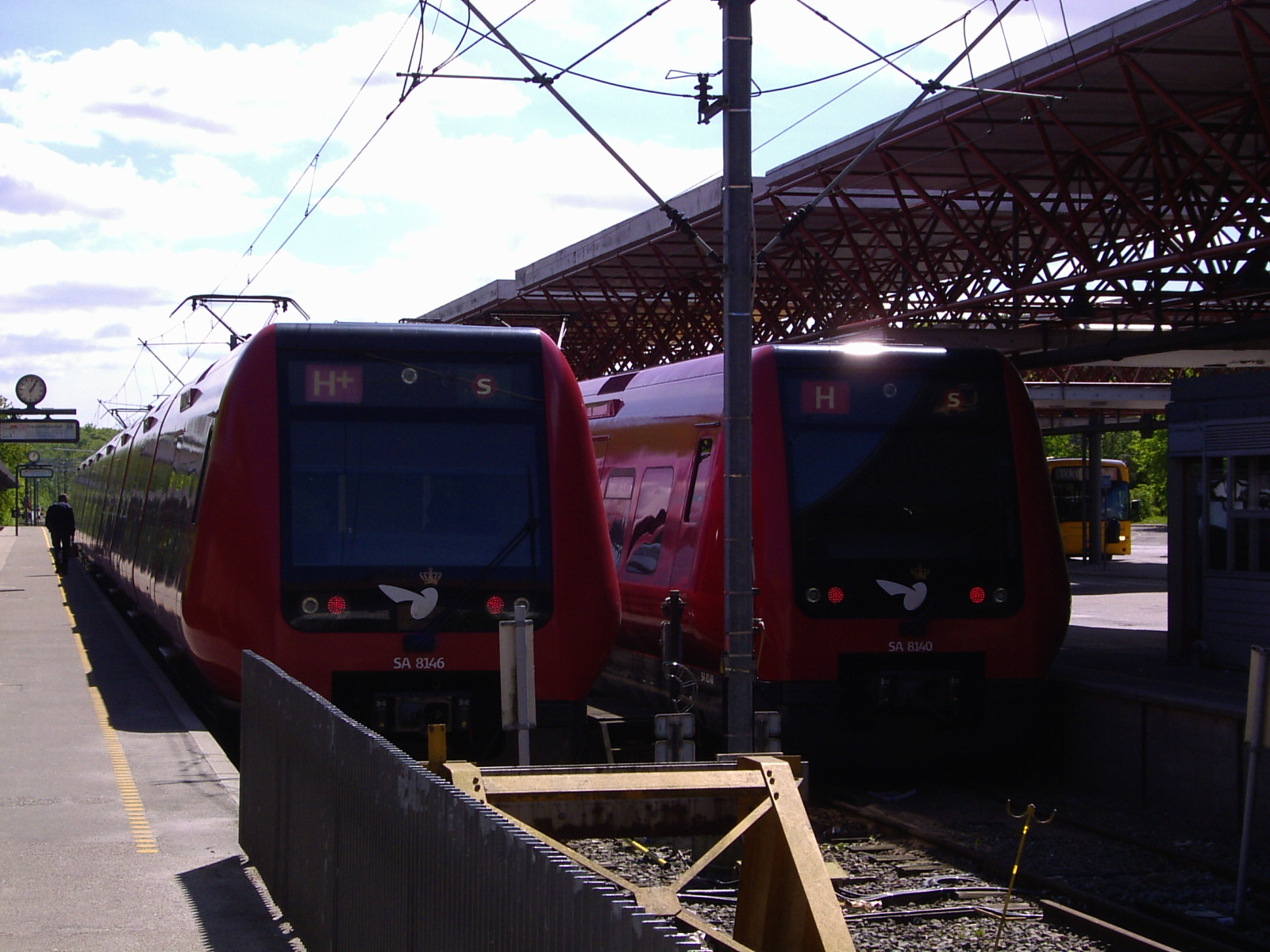
Lijn H op Station Farum
tezamen met de voormalige H+.

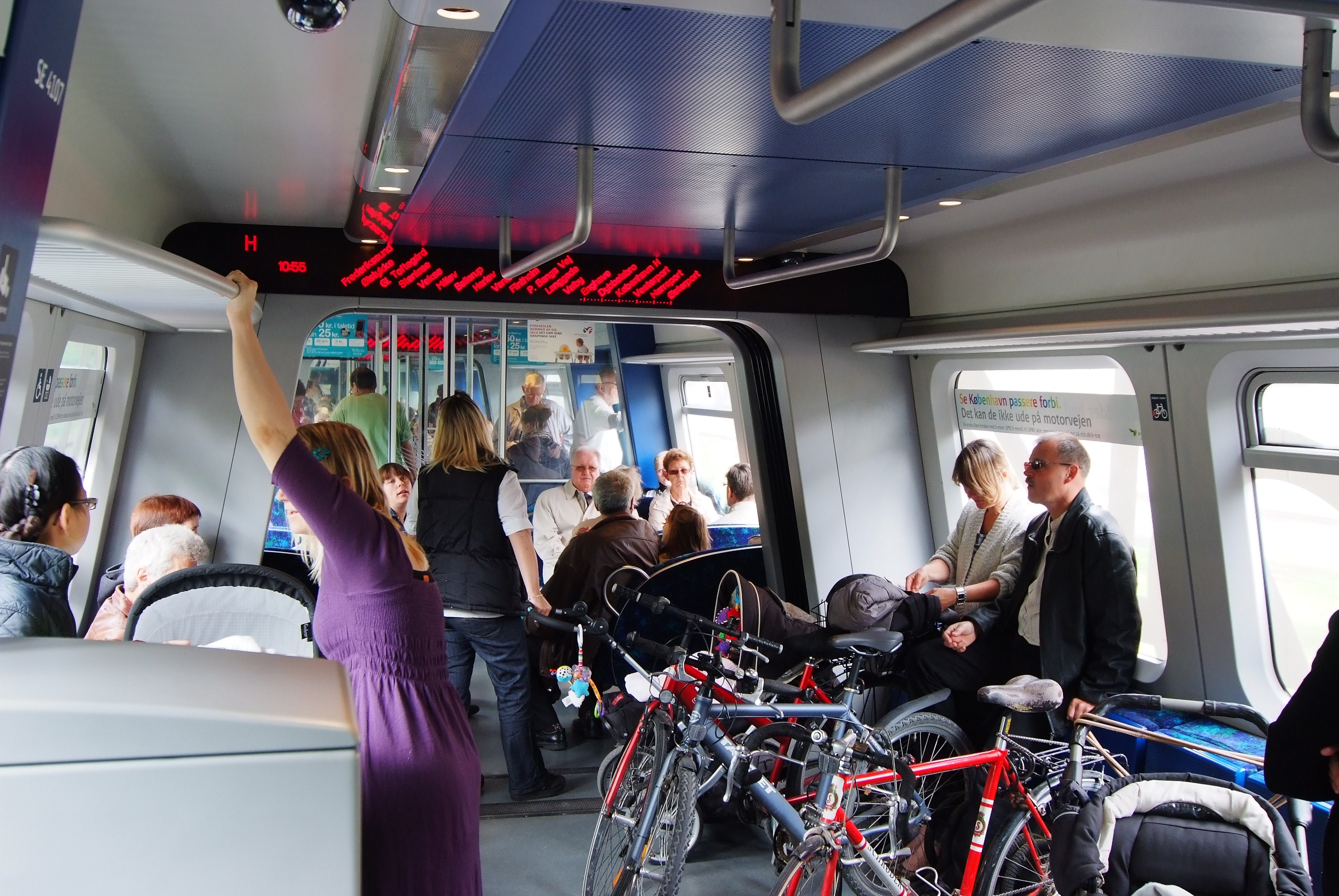
In de trein worden alle stations op LED-borden vermeld, met daaronder een lijn die de stations volgt. Tijdens de rit kun je zien waar op het traject je tussen de stations bevindt. Deze foto is in de trein van lijn H genomen.

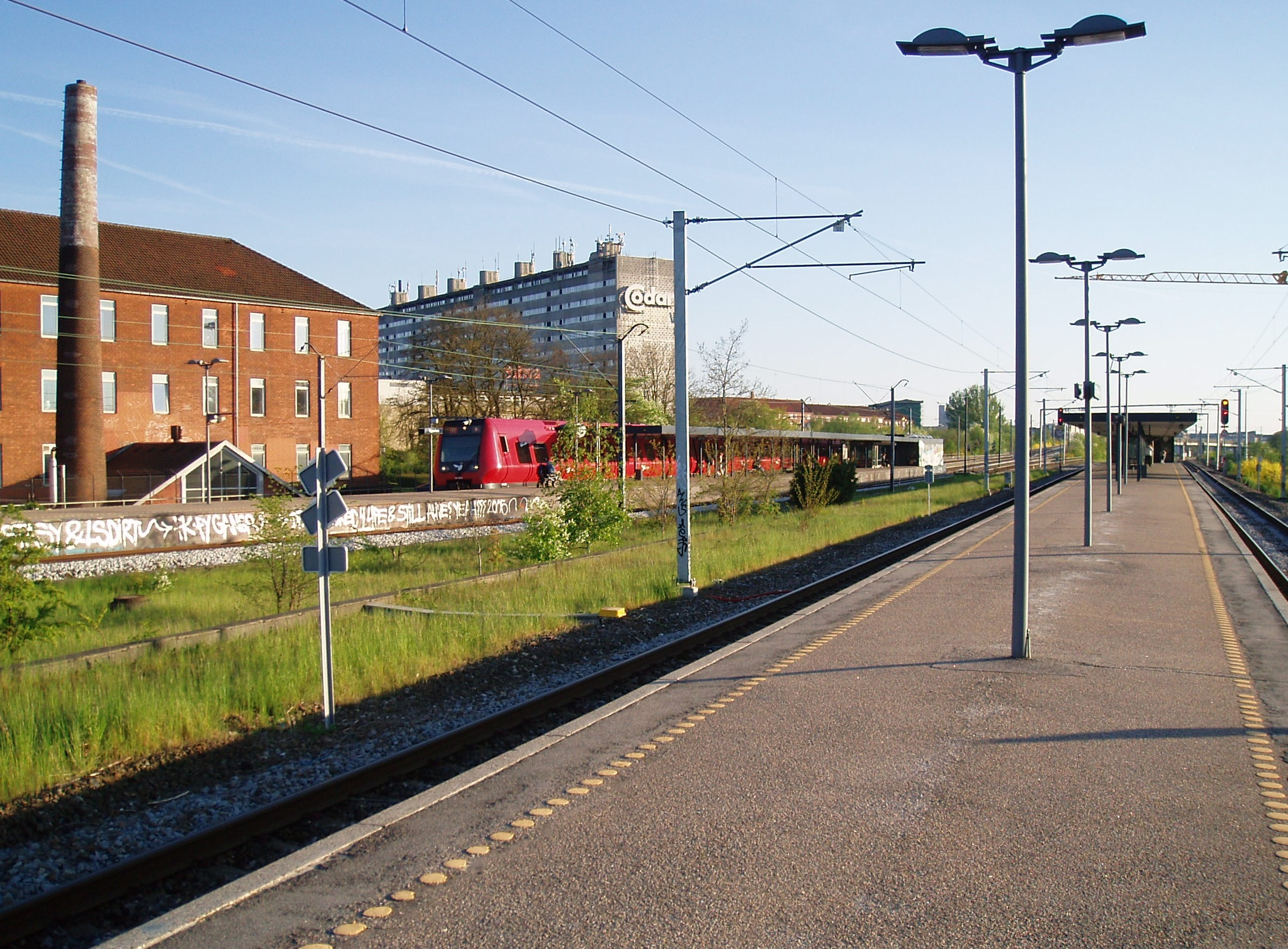
Station Ryparken met lijn H+ richting Københavns Hovedbanegård.

S-tog H is een S-toglijn tussen Østerport en Frederikssund via Københavns Hovedbanegård. Tot aan 2007 werd alleen een 20 minutendienst gereden, aangevuld met de lijn H+. Tot 2019 werd ten noorden van Østerport doorgereden tot Farum via de route van de huidige lijn Bx.

## Geschiedenis
H werd voor het eerst gebruikt als letter in 1972 voor een lijn, die werd verlengd naar Hareskovbanen, Vermoedelijk werd deze letter gekozen naar aanleiding van de naam van de baan. In 1979 verdween deze letter uit de spoorboeken maar werd in 1989 opnieuw geïntroduceerd.
| Naam                                                | Zuid-einde | Jaar      | Noord-einde |
| --------------------------------------------------- | --- | --------- | --- |
| H                                                   | Frederikssundbanen: alle haltes tot aan Ballerup                                                                                    | 1972–1977 | eindstation op Østerport |
| H                                                   | Frederikssundbanen: alle haltes tot aan Ballerup                                                                                    | 1977–1979 | Hareskovbanen: alle haltes tot aan Farum |
| Tussen 1979 en 1989 werd deze letter niet gebruikt. | |           | |
| H                                                   | Frederikssundbanen: naar Frederikssund, zonder stop tussen Københavns Hovedbanegård en Valbyen Vanløse en tussen Herlev en Ballerup | 1989–2002 | Hareskovbanen: alle haltes tot aan Farum |
| H                                                   | zoals voorgaande jaren, echter met stop op Husum                                                                                    | 2002–2004 | Hareskovbanen: alle haltes tot aan Farum |
| H                                                   | zoals voorgaande jaren, echter met stop op Flintholm                                                                                | 2004–2007 | Hareskovbanen: alle haltes tot aan Farum |
| H                                                   | naar Frederikssund, zonder stop tussen Vanløse en Herlev en tussen Ballerup en Måløv en Veksø                                       | 2007-2009 | eindstationpå Østerport |
| H                                                   | naar Frederikssund, zonder stop tussen Vanløse en Herlev en tussen Ballerup en Måløv en Veksø                                       | Dec 2009– | Hareskovbanen: naar Farum tijdens de spits (ma-vrij); zonder stop tussen Ryparken en Vangede en Buddinge en op Skovbrynet; buiten de spits werd niet verder gereden dan naar Østerport |

### H+
Een ochtend en middaglijn, lijn H+, reed tussen 1993 en 2007 waarbij niet op alle stations werd gestopt.
| Naam                                                 | Zuid-einde                                                                                         | Jaar      | Noord-einde |
| ---------------------------------------------------- | -------------------------------------------------------------------------------------------------- | --------- | --- |
| H+                                                   | Frederikssundbanen: naar Ballerup, zonder stop tussen Københavns Hovedbanegård en Valby en Vanløse | 1993–1995 | Hareskovbanen: naar Farum, zonder stop Østerport en Ryparken en tussen Emdrup en tussen Buddinge en Bagsværd en Værløse |
| H+                                                   | naar Ballerup, zonder stop tussen Københavns Hovedbanegård en Valby                                | 1995–2000 | Hareskovbanen: naar Farum, zonder stop Østerport en Ryparken en tussen Emdrup en tussen Buddinge en Bagsværd en Værløse |
| H+                                                   | naar Veksø, zonder stop tussen Københavns Hovedbanegård - Valby                                    | 2000–2001 | Hareskovbanen: naar Farum, zonder stop Østerport en Ryparken en tussen Emdrup en tussen Buddinge en Bagsværd en Værløse |
| H+                                                   | naar Veksø, zonder stop tussen Københavns Hovedbanegård - Valby                                    | 2001–2002 | zoals voorgaande jaren, echter met stop op Vangede                                                                      |
| H+                                                   | alle haltes tot aan Frederikssund                                                                  | 2002–2007 | zoals voorgaande jaren, echter met top op alle haltes tot aan Emdrup                                                    |
| Vervangen door Lijn A en lijn C vanaf september 2007 | |           | |

## Stations
| Station                  | Overstappunt | Foto * | Type                         | Geopend           | Ligging                        | Opmerkingen |
| ------------------------ | ------------ | ------ | ---------------------------- | ----------------- | ------------------------------ | ----------- |
| Østerport                |              | 380 !  | uitgraving                   | 2 augustus 1897   | 55° 41′ 35″ NB, 12° 35′ 15″ OL |             |
| Nørreport                |              | 390 !  | ondiep gelegen zuilenstation | 1 juli 1918       | 55° 40′ 59″ NB, 12° 34′ 16″ OL |             |
| Vesterport               |              | 400 !  | uitgraving                   | 15 mei 1934       | 55° 40′ 33″ NB, 12° 33′ 45″ OL |             |
| Københavns Hovedbanegård |              | 410 !  | maaiveld                     | 1 december 1911   | 55° 40′ 21″ NB, 12° 33′ 51″ OL |             |
| Dybbølsbro               |              | 420 !  | maaiveld                     | 1 november 1934   | 55° 39′ 53″ NB, 12° 33′ 34″ OL |             |
| Carlsberg                |              | 430 !  | uitgraving                   | 3 juli 2016       | 55° 39′ 48″ NB, 12° 32′ 11″ OL |             |
| Valby                    |              | 440 !  | uitgraving                   | 26 juni 1847      | 55° 39′ 50″ NB, 12° 30′ 52″ OL |             |
| Flintholm                |              | 510 !  | kruisingsstation             | 24 januari 2004   | 55° 41′ 10″ NB, 12° 29′ 58″ OL |             |
| Vanløse                  |              | 800 !  | talud                        | 15 juni 1898      | 55° 41′ 16″ NB, 12° 29′ 32″ OL |             |
| Herlev                   |              | 840 !  | maaiveld                     | 15 mei 1949       | 55° 43′ 8″ NB, 12° 26′ 37″ OL  |             |
| Malmparken               |              | 860 !  | talud                        | 27 mei 1989       | 55° 43′ 29″ NB, 12° 23′ 11″ OL |             |
| Ballerup                 |              | 870 !  | maaiveld                     | 15 juni 1879      | 55° 43′ 48″ NB, 12° 21′ 28″ OL |             |
| Måløv                    |              | 880 !  | maaiveld                     | 27 mei 1989       | 55° 44′ 50″ NB, 12° 19′ 7″ OL  |             |
| Veksø                    |              | 900 !  | maaiveld                     | 17 juni 1879      | 55° 45′ 0″ NB, 12° 14′ 20″ OL  |             |
| Stenløse                 |              | 910 !  | maaiveld                     | 18 februari 1882  | 55° 46′ 3″ NB, 12° 11′ 23″ OL  |             |
| Egedal                   |              | 920 !  | viaductstation               | 15 september 2002 | 55° 46′ 47″ NB, 12° 11′ 8″ OL  |             |
| Ølstykke                 |              | 930 !  | maaiveld                     | 17 juni 1879      | 55° 47′ 45″ NB, 12° 9′ 33″ OL  |             |
| Frederikssund            |              | 940 !  | maaiveld                     | 29 september 1989 | 55° 50′ 9″ NB, 12° 3′ 56″ OL   |             |

- De sorteerwaarde van de foto is de ligging langs de lijn